# Future = Our Home
Future = Our Home (eerder The Future = Our Home) is een single van Protection Patrol Pinkerton. De single werd uitgebracht als download in 2012 en komt van het album Protection Patrol Pinkerton. Het is de eerste en succesvolste radiohit van de band. De single werd gedraaid door Studio Brussel en kwam tot een 17e plaats in de De Afrekening.

## Muziekvideo
Een muziekvideo voor het nummer werd op 30 april 2012 op het YouTubekanaal van de band geplaatst. In het filmpje hangt een zomerse sfeer en zijn mensen te zien met een soort bolvormige lampion als hoofd, zoals op de singlecover. Een jonge vrouw zonder lampion op haar hoofd komt haar huis uitgelopen en wandelt rond in de straten, terwijl iedereen rond haar ook zo'n ding op heeft en haar ietwat lijkt te negeren. Uiteindelijk krijgt ze van een jongen ook een lampion aangeboden, zet ze die op, en dan gaan ze allemaal dansen. De clip is opgenomen in Gent.